# توم سوليفان (سياسي)
توم سوليفان (بالإنجليزية: Tom Sullivan)‏ هو سياسي أمريكي، ولد في 15 أبريل 1968 في دي موين في الولايات المتحدة. حزبياً، نشط في الحزب الديمقراطي.

## وصلات خارجية
- الموقع الرسمي